# Kabupaten de Badung
Ne doit pas être confondu avec Kabupaten de Bandung.

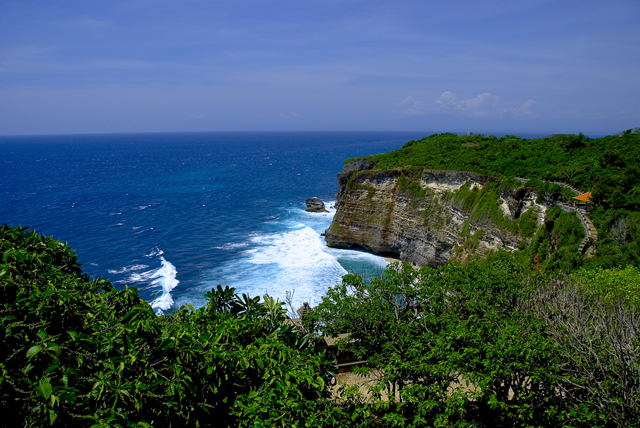
Pura Luhur à Uluwatu

Le kabupaten de Badung, en indonésien Kabupaten Badung, est un kabupaten d'Indonésie de la province de Bali. Sa superficie est de 418.52 km² pour une population de 358.311 habitants en 2004. Son siège administratif est situé à Mengwi.

## Districts
1. Petang
2. Mengwi
3. Abiansemal
4. Kuta
5. Kuta Nord
6. Kuta Sud